# Свети Никола (Радишани)
Вижте пояснителната страница за други значения на Свети Никола.
„Свети Никола“ (на македонска литературна норма: „Свети Никола“) е късносредновековна православна църква в скопското село Радишани, Северна Македония. Част е от Скопската епархия на Македонската православна църква – Охридска архиепископия.
Църквата е от XVI век, макар историческите сведения да са оскъдни. Църквата е малка, еднокорабна, засводена с полукръгъл свод и тристранна апсида на източната страна. Имала и притвор от западната страна, който е разрушен. Калотата на апсидата е по-тясна от своята основа и на нея има декорация с цигли. Градена е от ломен камък, а в 1980 – 1981 година е реконструирана.
Живописта е запазена фрагментарно в апсидата, на южния и на западния зид, както и на западната фасада. Според стилистичните характеристики датира од 30-те години на XVII век и вероятно е от 1631 година, поради близостта му до живописта на първия майстор в притвора на църквата „Свети Архангели“ в Кучевищкия манастир. Това най-добре се вижда в изображението на Света Богородица ширшая небес от „Свети Никола“ в сравнение със Света Богородица в конхата на притвора от „Свети Архангели“.